# Кермек прикаспійський

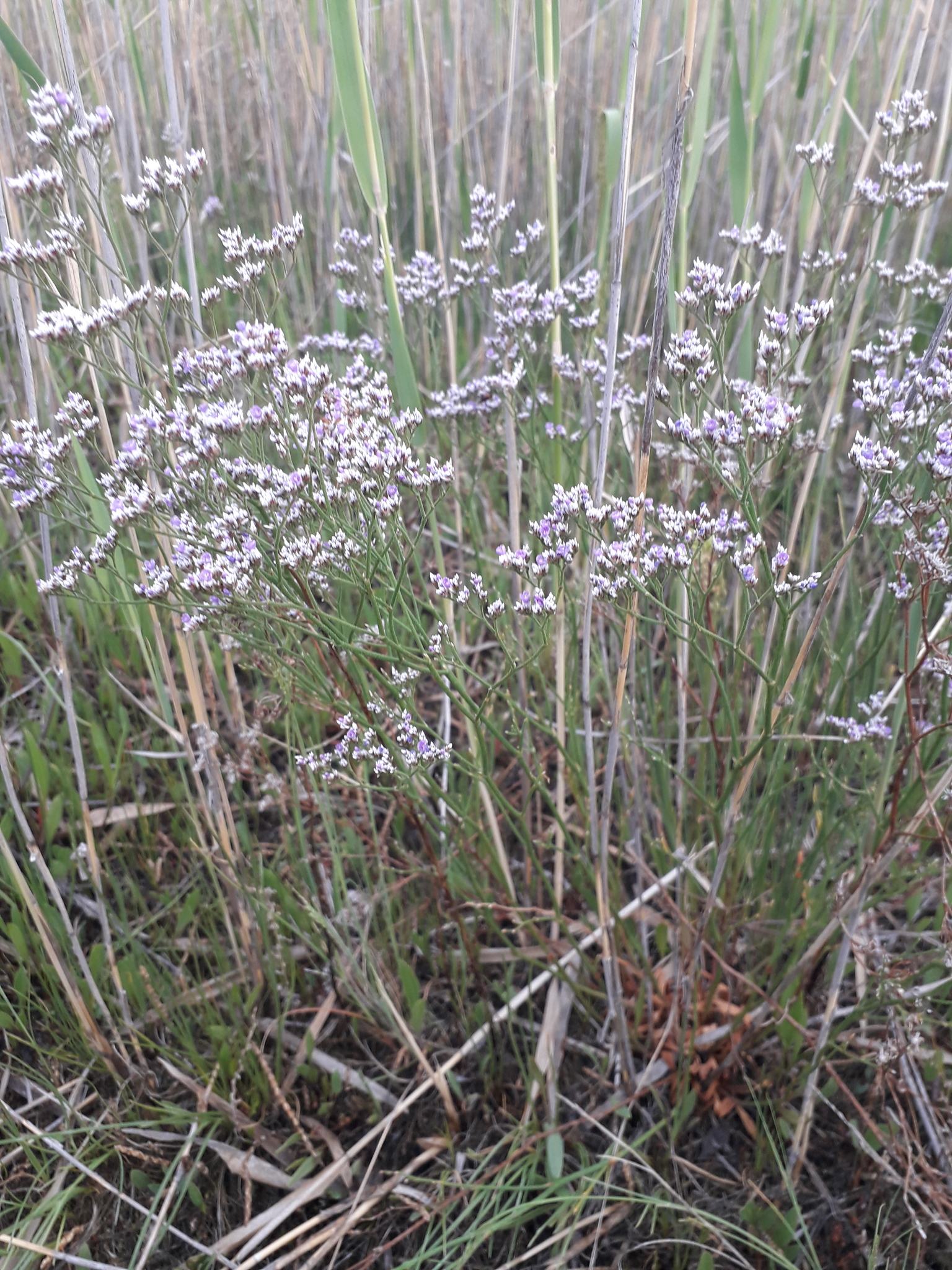

Кермек прикаспійський, керме́к каспі́йський (Limonium caspium) — вид квіткових рослин родини кермекових (Plumbaginaceae).

## Біоморфологічна характеристика
Це багаторічна рослина 5–50 см заввишки, вся (крім чашечки) гола. Є каудекс. Стебло в нерозгалуженій частині з 1–2 зеленими листками чи зовсім без них. Квітконосні стебла численні (7–20), дуже гіллясті майже від основи. Листки зазвичай всі прикореневі (зрідка також у числі 1-2 на нижніх вузлах квітконосів, але тієї ж форми, що і прикореневі), численні, сизувато-зелені, зворотно-яйцюваті чи довгасто-лопатчасті дрібні, 2–6 × 0.5–1.5 см, вгорі тупі. Квітки в дрібних і досить густих колосках. Чашечка 3–3.7 мм завдовжки. Пелюстки синювато-або блідо-фіолетові.

## Поширення
Росте у Євразії від України до Туреччини, Західного Сибіру й пн.-зх. Ірану.
В Україні вид росте на солончаках — у південно-східній частині Лісостепу, північній частині Степу, спорадично; у приморській смузі злакового степу, звичайний.